# Джейкс, Лара
Лара Джейкс (англ. Lara Jakes; род. 8 июля 1973) — журналистка. Иностранный корреспондент газеты The New York Times, освещающая войну на Украине.

## Образование
В 1995 году получила степень бакалавра в области журналистики, окончив Школу журналистики Миссурийского университета.

## Карьера
Начала свою журналистскую карьеру в газете The Albany Times Union, став её главным политическим писателем. Проработала в Times Union более 5 лет. Была национальным корреспондентом Hearst Newspapers.
В 2002 году присоединилась к агентству Ассошиэйтед Пресс (AP), проработав там более 12 лет. Будучи корреспондентом AP в Вашингтоне, США, освещала Пентагон, Министерство юстиции США и Министерство внутренней безопасности. Была старшим корреспондентом AP в Багдаде, Ирак. В 2012 году стала главой бюро AP в Багдаде. Была заместителем ответственного редактора новостей и ответственным редактором новостей журнала Foreign Policy.
Работала журналистом в более чем 60 странах. Освещала войны и межконфессиональное насилие в Ираке, Афганистане, Израиле и Северной Ирландии. Является соавтором книги англ. The American Pope, опубликованной Ватиканом в 2016 году.
В 2017 году Джейкс стала ночным редактором газеты The New York Times (NYT) в Вашингтоне. В январе 2018 была объявлена заместителем внешнеполитического редактора NYT в Вашингтоне. После Джейкс стала ведущим редактором NYT по вопросам внешней политики и национальной безопасности. В 2019 году стала дипломатическим корреспондентом NYT. В августе 2022 году было объявлено, что Джейкс присоединится к команде NYT, освещающей Украину.
В 2019 году Джейкс была адъюнкт-лектором программы магистров профессиональных исследований в области журналистики Джорджтаунского университета.

## Личная жизнь
Живёт с мужем и дочерью в Риме, Италия. До этого они жили в Алегзандрии, штат Виргиния, США.